# Guitar Hero III: Legends of Rock
Guitar Hero III: Legends of Rock é um jogo eletrônico de ritmo musical desenvolvido pela Neversoft e publicado pela Activision. Foi lançado mundialmente em outubro de 2007 para as plataformas PlayStation 2, PlayStation 3, Wii e Xbox 360. As versões para PlayStation 2 e Wii tiveram o auxílio, respectivamente, de Budcat Creations e Vicarious Visions, enquanto a Aspyr Media se encarregou de produzir e desenvolver as versões para Microsoft Windows e Mac OS X, que foram lançadas no final de 2007. O jogo é o terceiro título da série principal Guitar Hero, e o quarto da franquia.
Guitar Hero III mantém a jogabilidade básica apresentada nos jogos anteriores da série, na qual o jogador utiliza um controlador para simular melodias de uma guitarra principal, rítmica ou um contrabaixo elétrico em canções de rock. O objetivo do jogador é sincronizar os botões correspondentes com as notas que deslizam pela tela, obtendo pontos no agregador. O título contém um enredo incluído no modo carreira, bem como modalidades cooperativas e competitivas. Ele também foi o primeiro jogo da série a incluir um recurso multijogador online, presente nas versões PlayStation 3, Wii e Xbox 360. Inicialmente, o jogo oferece mais de setenta canções, as quais em sua maioria são gravações masterizadas; porém, as versões para Xbox 360 e PlayStation 3 permitem o download de faixas extras. Os músicos Tom Morello e Slash aparecem como oponentes e personagens jogáveis no jogo. As versões PlayStation 3, Xbox 360 e Microsoft Windows também incluem Bret Michaels como um personagem não jogável.
Guitar Hero III: Legends of Rock recebeu revisões, em geral, positivas por parte de críticos e fãs; contudo, a crítica notou diferenças significativas na jogabilidade do título comparado com os demais antecessores da série. Esse fato foi associando como a primeira tentativa da Neversoft em desenvolver um jogo da série. Ele é frequentemente citado como sendo "muito difícil", criando "paredes de notas" que são difíceis de se executar. Esta constatação influenciou em alterações na jogabilidade das futuras sequências. De acordo com a Activision, o título é o jogo mais vendido de 2007, tanto nas quantidades de unidades quanto na receita auferida, tornando-se o primeiro jogo eletrônico a ultrapassar um bilhão de dólares em vendas. A companhia também afirma que ele é o segundo jogo mais vendido desde 1995 e um dos jogos desenvolvidos por terceiras companhias mais vendidos para Wii.

## Jogabilidade

O jogador deve pressionar os botões correspondentes às notas que deslizam para a parte inferior da tela

A jogabilidade de Guitar Hero III: Legends of Rock é semelhante aos títulos anteriores da série. O jogador deve apertar os botões correspondentes às notas que deslizam para a parte inferior da tela, acompanhando, de forma simultânea e sincronizada, o ritmo da canção de fundo para obter pontos. Para executar as notas, utiliza-se um controlador em forma de guitarra, que possuí uma pequena barra que simula as cordas do equipamento e, ao mesmo tempo, o jogador deve pressionar os botões coloridos correspondentes para emular a execução dos trastes. Se o jogador usar o controle padrão em vez do controle de guitarra, os botões corretos precisam ser pressionados, mas não é necessário dedilhar. As notas, por sua vez, podem ser mantidas, aumentando a sua duração ao pressionar o botão do traste até que a nota esteja completa. Esse método possibilita a formação de acordes de duas a quatro notas. O jogo também simula hammer-ons e pull-offs para seções com uma série rápida de notas, permitindo que o jogador renuncie, dedilhando em notas especificamente marcadas. O erro de uma nota resulta em uma queda no medidor de desempenho. Quando o medidor cai muito, o jogador perde a partida e essa derrota é representada no jogo por vaias dos espectadores. Uma sequência consecutiva de dez notas corretas resulta na multiplicação da pontuação do jogador, que pode ocorrer até quatro vezes. As seções especiais, marcadas por notas com estrela, podem ser usadas para obter o "Star Power". Este, quando ativado, dobra o multiplicar de pontuação, com o jogador inclinando verticalmente o controle de guitarra ou pressionando um botão específico no controle padrão. Enquanto o "Star Power" estiver ativado, o medidor de desempenho aumenta mais rapidamente quando uma nota correta é efetuada, e as notas erradas têm uma penalidade reduzida. Guitar Hero III: Legends of Rock contém quatro níveis de dificuldade: "fácil", que usa três botões de traste; "médio", que usa quatro; "difícil", que usa todos os cinco; e "experto", que não adiciona novos botões em relação ao anterior, mas aumenta o número de notas e a dificuldade geral.
Durante a canção, os avatares da banda virtual, incluindo um personagem selecionado pelo jogador, interpretam a melodia simultaneamente com a jogabilidade, respondendo adequadamente à ativação do "Star Power" ou a derrota da partida. Guitar Hero III: Legends of Rock possui um elenco de treze caracteres, que o jogador pode personalizar com adesivos de guitarra e roupas alternativas, usando o dinheiro do jogo ganho por performances bem-sucedidas. O jogador pode acessar os três chefes principais do jogo — Tom Morello, Slash, e Lou the Devil — que podem ser controlados, uma vez que tenham sido derrotados em suas respectivas partidas no modo carreira. Embora Bret Michaels apareça no jogo e interprete canções específicas, ele não é um personagem jogável.

### Modo carreira
O modo carreira é jogável por um jogador e apresenta oito níveis, com um total de 42 canções. Dentro de cada nível, o jogador completa um número de canções, dependendo do nível de dificuldade selecionado, antes de oferecerem uma performance extra de uma canção adicional. Depois que um nível é concluído, um novo é desbloqueado imediatamente. Guitar Hero III: Legends of Rock inclui batalhas contra chefes, com base na modalidade de multijogador; em três pontos durante o modo carreira, o jogador deve competir contra um personagem chefe para progredir. Cada canção concluída com sucesso rende dinheiro virtual que o jogador usa na loja do jogo para desbloquear novos personagens, trajes, guitarras, finais, canções bônus e vídeos. Além disso, a conclusão de uma canção no modo carreira a desbloqueia para reprodução em todos os outros modos disponíveis no jogo.
Guitar Hero III: Legends of Rock é o primeiro título da franquia que oferece um enredo, retratado através de cenas de desenhos animados produzidos por Titmouse, Inc. Studios. A banda começa sendo a sensação do bairro e, posteriormente, assina um contrato com um misterioso produtor chamado Lou. Ela ganha fama mundial, atuando em locais ao redor do mundo. No entanto, quando a banda tenta finalizar o contrato, Lou revela ser o Diabo, e que e o contrato de gravação é, na verdade, um contrato de almas. Lou obriga a banda a tocar contra ele no submundo, denominado Lou's Inferno, mas a banda é capaz de derrotá-lo, forçando Lou a quebrar o contrato. A banda retorna ao mundo mortal com o título de Rock Legends.
Dois jogadores usando o mesmo console podem participar por cooperação no modo carreira, com um jogador na guitarra principal e outro no contrabaixo elétrico ou na guitarra rítmica, dependendo da canção. Existem seis níveis que os jogadores completam da mesma maneira do modo de um jogador. A canção extra de cada nível é exclusiva do modo cooperativo. Neste, não há batalhas contra chefes. O enredo animado do modo cooperativo retrata o vocalista e o baterista, que procuram um guitarrista e um baixista. Após sua primeira apresentação, o baterista decide fazer um vídeo da banda, que ajuda a aumentar a popularidade desta, e eles logo ganham um concerto no Japão. A banda é obrigada a fazer um hiato de três meses para reconciliar suas diferenças de opinião sobre o futuro. Sua performance de retorno provoca um incêndio no bairro e os membros são presos. Lou chega, oferecendo a liberdade se eles se apresentarem para os presidiários. No entanto, após sua apresentação, a banda se encontra no Lou's Inferno e é obrigada a fazer um concerto ao vivo para o mundo subterrâneo, a fim de retornar ao mundo mortal.

### Multijogador
As versões para Xbox 360, PlayStation 3 e Wii apresentam um modo competitivo online, no qual o jogador pode competir contra outro usuário através do serviço de rede do console. Existem três modos de jogo online: Face Off, Pro Face Off e Battle. Os desafios de confronto são modos de ataque de pontuação introduzidos no título anterior, no qual dois jogadores tentam obter a melhor pontuação em uma determinada canção; no desafio padrão Face Off, os jogadores podem selecionar diferentes níveis de dificuldade, enquanto o Pro Face Off exige que os jogadores joguem na mesma dificuldade.
O modo de batalha do Guitar Hero III: Legends of Rock é um modo competitivo entre dois jogadores locais ou conectados por internet. Dois jogadores competem um contra o outro e tentam fazer com que seu oponente falhe ou perca jogando com sucesso as sequências "Battle Power", que substituem o "Star Power" da modalidade normal, para ganhar ataques que podem ser usados contra o oponente. Os jogadores podem armazenar até três ataques por vez e lançá-los usando os mesmos métodos usados para acionar o "Star Power". O efeito resultante pode dificultar a canção para o outro jogador, adicionando notas adicionais, ou pode obrigar o oponente a executar ações especiais para limpar o efeito, como pressionar um botão de traste repetidamente em resposta para um efeito de corda da guitarra incorreta. Se um jogador falhar, o outro vence a partida. Se nenhum dos jogadores falhar na canção, eles competirão em um segmento de morte súbita, no qual os únicos poderes de batalha atingíveis são os ataques de Death Drain, o que inevitavelmente faz com que o oponente falhe drenando o medidor de pontuação.

### Controladores

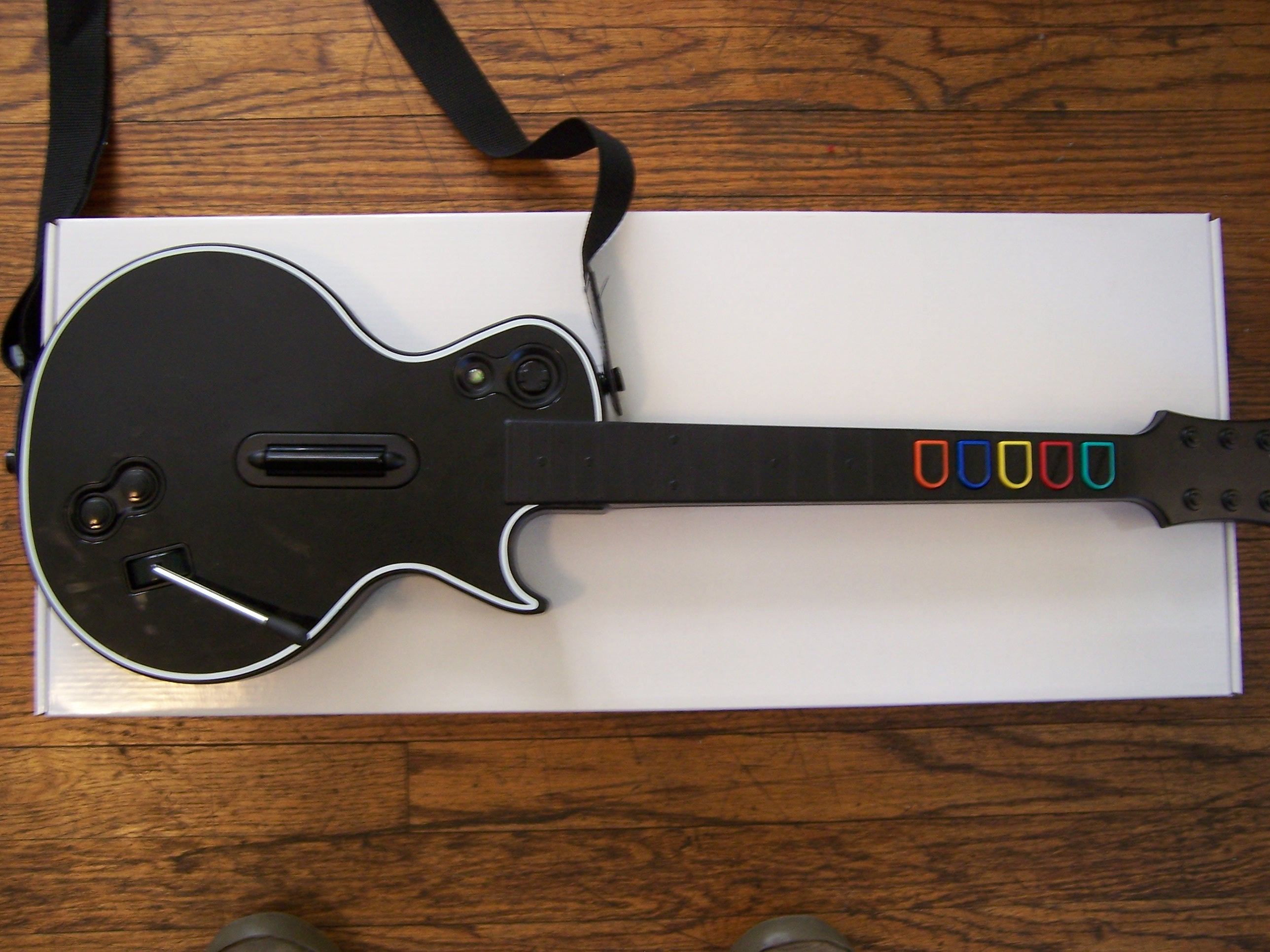
Na imagem, um controlador de guitarra com o desenho Les Paul

Guitar Hero III inclui controladores de guitarra sem fio recém-desenvolvidos para os lançamentos dos consoles, embora os controladores dos títulos anteriores possam ser usados. Lee Guinchard, vice-presidente de hardware da RedOctane, afirmou que os controladores sem fio eram a "primeira e principal consideração" do jogo.
Os controladores de Xbox 360 e PlayStation 3 foram modelados com base em uma guitarra Les Paul preta, com corpos que podem ser trocados. A versão Xbox 360 e PlayStation 3 do controle foi modelada com base em uma guitarra Les Paul preta, com placas que podem ser trocadas. A versão PlayStation 3 requer um dongle para obter o recurso sem fio. Já a versão para Wii também é um design de Les Paul, mas possui um conector especial para inserir o Wiimote. Esse conector permite que o jogo ofereça vários recursos exclusivos para o console, como o uso do alto-falante interno e o ruído no controle remoto para fornecer feedback sobre notas perdidas e Star Power. A guitarra do PlayStation 2 é baseada no modelo Kramer Striker e também usa um dongle para alcançar a funcionalidade sem fio. Todos os modelos possuem um braço de guitarra destacável que facilita o transporte do controlador. As versões do jogo para PC e Mac têm um controle semelhante ao utilizado na versão de Guitar Hero II; este, por sua vez, está baseado na guitarra Gibson Explorer conectado por USB.

## Desenvolvimento

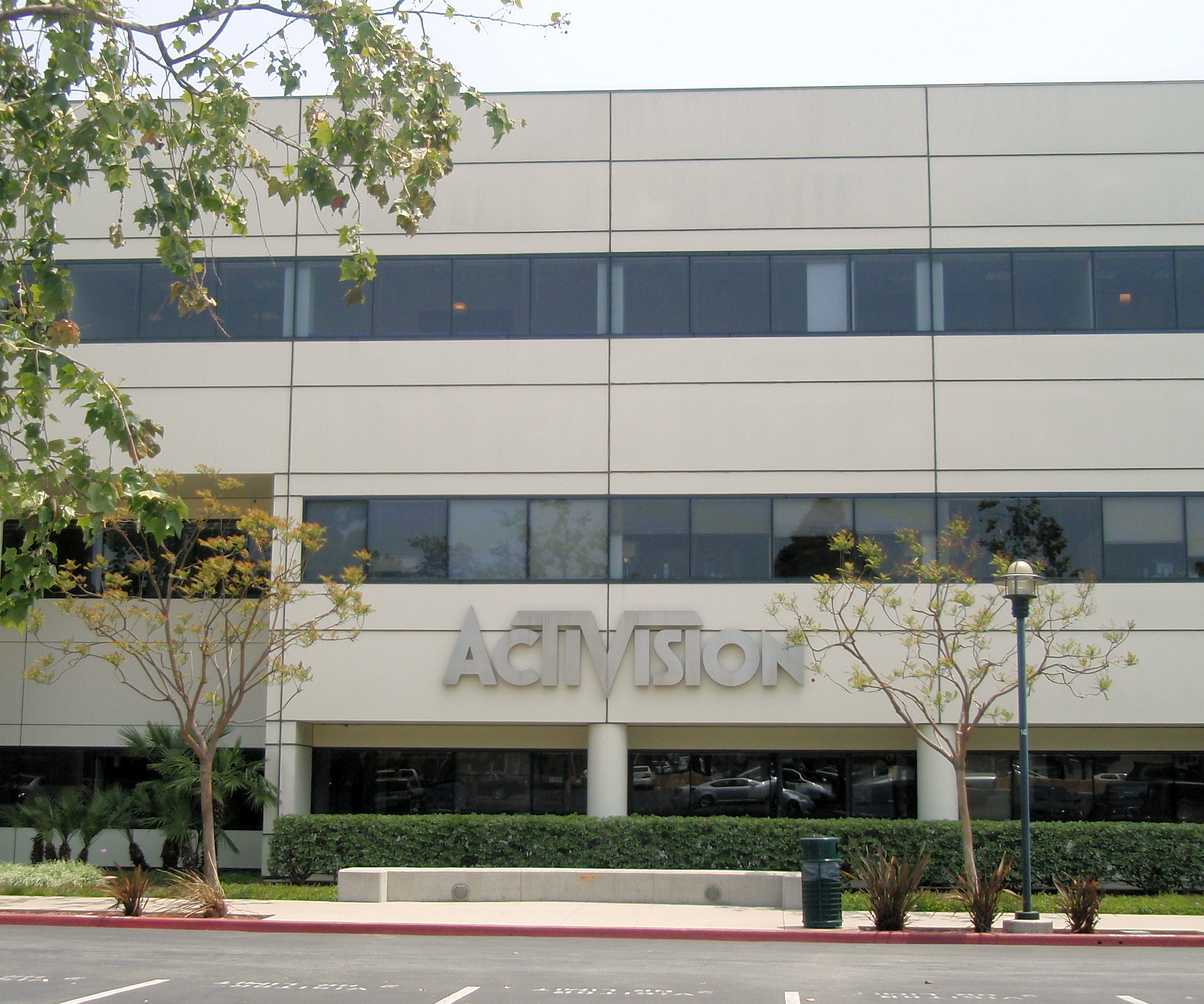
Como resultado da compra da RedOctane pela Activision, Guitar Hero III: Legends of Rock fui publicado pela Activision.

Em 2006, a Activision comprou a RedOctane por cem milhões de dólares, com o propósito de alcançar uma "posição de liderança [na indústria] nos jogos musicais". Em setembro daquele ano, a MTV adquiriu a Harmonix, desenvolvedora de todos os jogos de Guitar Hero até aquele momento; mais tarde, essa compra levaria ao desenvolvimento da série de jogos musicais concorrente, Rock Band. Sem a disponibilidade da Harmonix, a Activision selecionou a Neversoft Entertainment para desenvolver Guitar Hero III: Legends of Rock. O presidente da Neversoft, Joel Jewett, afirmou que sua empresa foi convidada a desenvolver o jogo por causa de uma conversa que ele teve com os fundadores da RedOctane, Kai e Charles Huang, na convenção E3 de 2006, na qual mencionou como o primeiro jogo de Guitar Hero ajudou a reduzir o estresse dos desenvolvedores da Neversoft durante a criação de Tony Hawk's Project 8. Vários meses depois, Jewett foi contatado pelos Huangs, perguntando se Neversoft queria trabalhar em Guitar Hero III: Legends of Rock. Dusty Welch, chefe de publicação da RedOctane, reconheceu que a Neversoft tinha um "histórico de dez anos na indústria, e que a cada ano que passava, publicava pelo menos um jogo, bem como marcava presença nos primeiros lugares das listas" e pensou que o grupo de desenvolvimento "traria um senso melhor e mais profundo de sensibilidade musical" à série. Apesar da experiência dos jogos anteriores, Alan Flores, chefe de desenvolvimento da Neversoft, comentou que o jogo era "enganosamente simples" e que levou muito trabalho para a equipe de trinta pessoas recriar a jogabilidade do título. Embora eles "quisessem levar a experiência do Guitar Hero para o próximo nível" implantando instrumentos adicionais da mesma maneira que Rock Band, eles optaram por se concentrar em aperfeiçoar a jogabilidade da guitarra. Em 2010, o CEO da Activision, Bobby Kotick, afirmou que acreditava que a Neversoft os ajudaria a desenvolver ótimos jogos para a série, mas desde então lamentou o fracasso em buscar a Harmonix para dar uma maior responsabilidade no desenvolvimento, e acreditava que essa seria uma decisão melhor para as duas empresas.
As notas da tela, os movimentos da banda e a iluminação de palco, além da sincronização de efeitos foram criados pela mesma equipe de desenvolvedores, todos músicos, e com experiência anterior em rastreamento de notas de outros jogos eletrônicos musicais ou de rastreamento MIDI. As notas das canções foram desenvolvidas colocando notas em sincronia da canção; para seções que tinham partes difíceis de rastrear na programação do jogo, eles optaram por usar sequências de notas que pareciam coincidir com a canção, mas ainda eram tocáveis. Os hammer-ons e pull-offs ("HOPOs") dos jogos anteriores de Guitar Hero foram automaticamente colocados no software; nessa iteração, a programação foi projetada para permitir o posicionamento manual de HOPOs para facilitar a criação de certos efeitos nas canções, como bend. As animações dos personagens foram selecionadas entre várias disponibilizadas pela equipe de animação, enquanto a iluminação e os efeitos do palco foram selecionados para imitar aqueles usados em apresentações ao vivo do YouTube ou em apresentações de concertos. Uma equipe separada apresentou os conceitos para os vários cenários e arenas do jogo. A equipe queria manter o mesmo estilo artístico dos jogos anteriores de Guitar Hero, mas acrescentou "um ponto de partida" para aprimorar os designs anteriores. Após o brainstorming, a equipe procurou referências visuais de palcos reais para expandir, e um desenho 2D do palco previsto foi preparado para revisão que se usou como um padrão para os demais. A partir disso, criou-se uma versão tridimensional pop-up do palco, e elementos da arte conceitual 2D foram adicionados para determinar o posicionamento apropriado das decorações dos cenários. Essa equipe trabalhou com o departamento de animação para colocar os membros da banda, a iluminação do palco e outros efeitos no jogo antes que a versão 3D final do palco fosse concluída. Os cenários finais incluíram vários elementos animados para ajudar a dar vida ao palco.
Para os personagens, os desenvolvedores pretendiam manter a aparência cômica dos jogos anteriores, mas decidiram atualizar suas aparências com equipamentos e texturas realistas para aproveitar o nível mais poderoso de recursos gráficos dos consoles da sétima geração. Os programadores primeiro desenharam esboços de personagens para determinar a aparência e criaram uma roupa principal e outra alternativa para cada personagem. Posteriormente, malhas de baixo nível para cada personagem foram criadas, com detalhes adicionados ao ZBrush, resultando em personagens que, antes de serem escalados ao ambiente de jogo, tinham mais de seis milhões de polígonos. As textura e os sombreadores de pixel foram adicionados usando o trabalho anterior da equipe no Tony Hawk's Porject 8 para combinar com o estilo dos jogos anteriores de Guitar Hero. Ao contrário dos jogos de Tony Hawk, cada personagem do jogo recebeu um esqueleto único para combinar com suas variações de tamanhos e formas, permitindo que os animadores criassem movimentos únicos para cada personagens.  Guitar Hero III: Legends of Rock apresenta três novos personagens inspirados em músicos reais: Slash, Tom Morello e Bret Michaels, cada um tocando uma ou mais canções de suas gravações anteriores. Todos os três foram trazidos para o jogo usando captura de movimento da Motion Analysis Corporation.

## Trilha sonora
Guitar Hero III: Legends of Rock apresenta 73 canções jogáveis; 42 fazem parte da lista principal, seis são exclusivas do modo cooperativo e as 25 restantes são faixas bônus. No total, 54 das canções presentes são gravações masterizadas. Além disso, o modo carreira inclui três batalhas, uma contra cada chefe: Slash, Tom Morello e Lou the Devil. Slash e Morello escreveram e gravaram canções de batalha originais para o jogo. Os guitarristas Steve Ouimette, Ed DeGenaro e Geoff Tyson atuaram com Lou the Devil na batalha final, e regravaram uma versão metal de guitarra de The Devil Went Down to Georgia para esse fim. Algumas canções que compõem a lista são: Paint It Black (The Rolling Stones); Cherub Rock (The Smashing Pumpkins); Sabotage (Beastie Boys); The Metal (Tenacious D); My Name Is Jonas (Weezer); Rock and Roll All Nite (Kiss); School's Out (Alice Cooper); Talk Dirty to Me (Poison); Slow Ride (Foghat); Barracuda (Heart); e Down 'n Dirty (L.A. Slum Lords). Também apresenta regravações de Anarchy in the U.K. (Sex Pistols) e Cult of Personality (Living Colour) especificamente para o título, pois as faixas originais não foram encontradas. Este jogo é o segundo título da série a apresentar uma faixa bônus (She Bangs the Drums, da banda The Stone Roses), que não é uma gravação original. O primeiro foi uma regravação de Drink Up, gravado por Ounce of Self no Guitar Hero 2.
O título também suporta faixas extras para download nas versões de Xbox 360 e PlayStation 3; várias canções e pacotes gratuitos e pagos foram disponibilizados no Xbox Live Marketplace e na PlayStation Store. Em julho de 2008, a Activision anunciou que também lançaria conteúdo descarregável para o Wii no primeiro trimestre daquele ano, no entanto não conseguiu fazê-lo, devido a limitações de armazenamento interno do console, e o problema foi resolvido no título seguinte, Guitar Hero World Tour. Quando a banda Metallica lançou seu álbum Death Magnetic em 12 de setembro de 2008, este também foi disponibilizado como um pacote para Guitar Hero III: Legends of Rock, Guitar Hero World Tour e para o spin-off de 2009, Guitar Hero Metallica. Além disso, o CD da trilha sonora oferece um código usado para resgatar três faixas exclusivas jogáveis no Xbox Live Marketplace.

## Lançamento
O anúncio original da Activision indicava que o jogo seria lançado durante seu ano fiscal de 2008, que terminava em 31 de março; contudo, a RedOctane mais tarde esclareceu que o lançamento poderia ocorrer no último trimestre de 2007, e revelou ainda que todas as versões do jogo contariam com controladores sem fio, além de uma modalidade multijogador e conteúdos para download. O jogo foi anunciado oficialmente pela Activision e RedOctane em 23 de maio de 2007 para PlayStation 2, PlayStation 3, Wii e Xbox 360. A Budcat Creations realizou a portabilidade do jogo para o PlayStation 2, enquanto a Vicarious Visions se responsabilizou pela versão do Wii. Em setembro de 2007, a Aspyr Media se encarregou da portabilidade do jogo para as plataformas Microsoft Windows e Mac OS X. Várias demonstrações de Guitar Hero III: Legends of Rock apareceram em Tony Hawk's Proving Ground do Xbox 360 no Xbox Live Marketplace, e mediante Internet como uma Imagem ISO. Essa apresentava cinco canções (Lay Down, Rock You Like a Hurricane, Even Flow, Hit Me with Your Best Shot e The Metal) do local Desert Rock Tour. A versão original do jogo não ofereceu o modo offline cooperativo, um recurso incluído no título anterior. Este modo foi adicionado nas versões do Xbox 360 e PlayStation 3 através de um patch.
O título foi lançado na América do Norte em 28 de outubro de 2007. A Activision chamou Guitar Hero III: Legends of Rock de seu "maior lançamento de produtos de todos os tempos", vendendo mais de 1,4 milhão de cópias e faturando mais de cem milhões de dólares em sua primeira semana de lançamento na América do Norte; mais 1,9 milhão de cópias foram vendidos no mês seguinte. Posteriormente, a empresa ficou preocupada por não conseguirem atender à demanda do jogo para a temporada de férias de 2007. Em 15 de julho de 2008, o jogo vendeu mais de oito milhões de cópias. Durante os primeiros sete meses de 2008, o jogo vendeu 3,037 milhões de unidades nos Estados Unidos, 412 mil no Reino Unido e 26 mil no Japão, totalizando 3,475 milhões de unidades, de acordo com os estudos realizados por The NPD Group, GfK Chart-Track e Enterbrain. Mais de dois milhões de cópias foram comercializadas unicamente para o console Wii, tornando-se um dos títulos mais vendidos da plataforma. As vendas durante os primeiros doze meses após o lançamento superaram 750 milhões de dólares. Na Consumer Electronics Show de 2009, o CEO da Activision, Mike Griffith, afirmou que Guitar Hero III: Legends of Rock tornou-se o primeiro jogo eletrônico de varejo a ultrapassar um bilhão de dólares em vendas. Segundo os dados compilados do The NPD Group em janeiro de 2010, o título era o segundo jogo eletrônico mais vendido nos Estados Unidos desde 1995, somente precedido por Wii Play. Em março de 2011, tornou-se o jogo mais vendido e rendeu 830,9 milhões de dólares desde seu lançamento.

## Repercussão
Guitar Hero III: Legends of Rock recebeu, de modo geral, críticas positivas, embora tenha obtido uma nota menor que seus antecessores no agregador de revisões Metacritic. O controle de guitarra Gibson Les Paul, incluído com o jogo, ganhou elogios em particular. A GameSpy, em uma revisão das quatro versões do console, deu crítica favorável aos novos controladores, e chamou a guitarra Wii de "a melhor guitarra periférica que tinham visto", elogiando a opção de vibração.
No entanto, várias revisões criticaram as mudanças feitas no título em comparação com os jogos anteriores da série. A análise das versões de Xbox 360 e PlayStation 3 realizada pelo portal IGN considerou o jogo um "esforço bastante seguro" da Neversoft fazendo pouco para mudar o jogo, por ser a primeira vez que trabalhava na série. A ausência de personagens customizados também foi criticada pelo portal. Já a análise da versão Wii descreveu a apresentação e a direção de arte do jogo como "forçada" e, como resultado, visualmente menos atraente do que as versões anteriores. A GameSpy criticou as dificuldade do jogo, afirmando que "o nível médio simplesmente parecia o difícil" e que as sequências do "Star Power" eram muito longas, comparando o jogo como um "teste de fogo" em contraste com os jogos anteriores da série. A respectiva análise para PlayStation 2 também foi criticada, especificamente o "final mais curto" devido à ausência da modalidade online, além da abordagem utilizada para os controles e falhas no suporte online para a versão PlayStation 3. Por sua vez, a GameDaily questionou as canções presentes no título, chamando-as de "trilha sonora de garoto branco" e que gostaria de ter visto mais faixas de lendas como Jimi Hendrix e Prince." Por outro lado, GameSpot criticou a dose alta de publicidade dentro do jogo. A Official Xbox Magazine também criticou o jogo por ser "muito competitivo", o que não era uma faceta facilmente encontrada nos jogos anteriores. Por fim, a versão para PC foi criticada por seu alto requerimento de sistema, pelos problemas de lentidão até em sistemas de alto rendimento.

### Guinness World Records
O Guinness World Records, reconhecendo a popularidade do título, criou uma categoria especial para a "pontuação mais alta obtida em uma canção", tomando Through the Fire and Flames como referência, pois os juízes observaram que essa é uma das faixas mais difíceis do jogo. O triunfo foi compartilhado, em diferentes ocasiões, entre Chris Chike, vencedor do torneio nacional de Guitar Hero III realizado por Play N Trade e Danny Johnson, atual detentor do recorde. Ambos completaram a canção sem perder uma única nota e até documentaram suas performances no YouTube, embora Johnson tenha sido o único que conseguiu atingir 100% das notas em eventos oficiais.

### Processo jurídico
Em novembro de 2010, Axl Rose processou a Activision em vinte milhões de dólares por uso indevido de canção do Guns N'Roses e de seus músicos (especificamente Slash). No processo, Rose afirma que, quando soube que um personagem parecido com Slash e outras canções de Velvet Revolver (banda de rock formada por ex-membros do Guns N'Roses) seriam incluídas em Guitar Hero II, ele se recusou a permitir que a companhia utilizasse a canção Welcome to the Jungle no Guitar Hero III, nem imagens promocionais do Slash, que já haviam sido criadas. De acordo com as alegações de Rose, a Activision afirmou que esses itens seriam usados apenas como material promocional, mas acabaram sendo incluídas no jogo. Além disso, Rose afirmou que a Activision usou a canção Sweet Child O'Mine, que só foi licenciada para o segundo título, para material promocional. O juiz do caso permitiu que o julgamento avançasse após uma audiência inicial em março de 2011, que se prolongou até maio de 2012. Nas audiências iniciais em agosto de 2012, o juiz rejeitou a reivindicação de fraude feita por Rose, considerando a demora de três anos em registrar essas reivindicações após o lançamento do jogo, um tempo excessivamente longo para tal alegação. Porém, o juiz manteve a probabilidade do argumento de quebra de contrato, estabelecendo um julgamento por júri que provavelmente ocorreria no início de 2013. Finalmente, durante o primeiro bimestre do ano, o juiz negou a petição do caso, indicando como motivo principal o atraso de quase três anos desde o lançamento do jogo, embora Rose tenha declarado que o atraso era devido às promessas feitas pela Activision para um jogo com tema do Guns N'Roses como compensação pela violação dos termos do contrato.

## Problemas técnicos
Embora a campanha publicitária da versão para Wii anunciar que a mesma seria compatível com Dolby Pro Logic II, os jogadores relataram que o jogo não emitia esse tipo de som, nem no estéreo, fornecendo apenas som monofônico. Como solução desse problema, a Activision ofereceu uma substituição gratuita de um disco remasterizado; contudo, os lançamentos ocorreram somente na América do Norte e na Europa. Mais tarde, a distribuidora estendeu o programa de substituição para incluir um reembolso total do preço do jogo eletrônico como alternativa à obtenção de um disco de substituição. Um processo coletivo sobre a questão do som monofônico foi resolvido fora dos tribunais, pois a Activision concordou em oferecer diversas placas gratuitas para o controlador de guitarra Les Paul para aqueles que solicitassem um disco de substituição. Além disso, durante os primeiros dias do lançamento do jogo, os jogadores tiveram dificuldades para carregar suas pontuações no website oficial da série Guitar Hero. A Neversoft atribuiu o problema a "grandes quantidades de tráfego".